# Good Vibes (album)
Pour les articles homonymes, voir Good Vibes.
Albums de Gary Burton
Throb
(1969) Paris Encounter
(1970)
Good Vibes est un album du vibraphoniste de jazz américain Gary Burton, enregistré entre septembre 1969 et mars 1970, et commercialisé en 1970.

## Liste des titres
| No | Titre                                    | Musique        | Durée |
| -- | ---------------------------------------- | -------------- | ----- |
| 1. | Vibrafinger                              | Gary Burton    | 6:37  |
| 2. | Las Vegas Tango                          | Gil Evans      | 6:30  |
| 3. | Boston Marathon                          | Gary Burton    | 7:19  |
| 4. | Pain in My Heart                         | Naomi Neville  | 4:46  |
| 5. | Leroy the Magiciann                      | Gary Burton    | 6:10  |
| 6. | I never Loved a Man (The Way I Love You) | Ronnie Shannon | 5:11  |

## Musiciens
- Gary Burton : vibraphone
- Jerry Hahn, Eric Gale, Sam Brown : guitare
- Richard Tee : piano
- Steve Swallow : basse
- Bernard Purdie, Bill Lavorgna : batterie, Percussions